# Ronde van Spanje 2020/Negende etappe
De negende etappe van de Ronde van Spanje 2020 werd verreden op 29 oktober tussen Castrillo del Val en Aguilar de Campoo. De oorspronkelijke winnaar Sam Bennett werd teruggezet wegens het uitdelen van een onreglementaire duw tijdens de sprint.
| Castrillo del Val – Aguilar de Campoo (163,6 km) |                             |                        |          |
| Plaats                                           | Naam                        | Ploeg                  | Tijd     |
| 1                                                | Pascal Ackermann            | BORA-hansgrohe         | 3u39'55" |
| 2                                                | Gerben Thijssen             | Lotto Soudal           | z.t.     |
| 3                                                | Max Kanter                  | Team Sunweb            | z.t.     |
| 4                                                | Jasper Philipsen            | UAE Team Emirates      | z.t.     |
| 5                                                | Jakub Mareczko              | CCC Team               | z.t.     |
| 6                                                | Alexis Renard               | Israel Start-Up Nation | z.t.     |
| 7                                                | Jon Aberasturi              | Caja Rural-Seguros RGA | z.t.     |
| 8                                                | Lorrenzo Manzin             | Total Direct Energie   | z.t.     |
| 9                                                | Robert Stannard             | Mitchelton-Scott       | z.t.     |
| 10                                               | Reinardt Janse van Rensburg | NTT Pro Cycling        | z.t.     |
|                                                  |                             |                        |          |
| 15                                               | Jetse Bol                   | Burgos-BH              | z.t.     |

| Algemeen klassement |                     |                        |           |
| Plaats              | Naam                | Ploeg                  | Tijd      |
| Rode trui           | Richard Carapaz     | Team INEOS Grenadiers  | 36u11'01" |
| 2                   | Primož Roglič       | Team Jumbo-Visma       | + 13"     |
| 3                   | Daniel Martin       | Israel Start-Up Nation | + 28"     |
| 4                   | Hugh Carthy         | EF Education First     | + 44"     |
| 5                   | Enric Mas           | Movistar Team          | + 1'54"   |
| 6                   | Felix Großschartner | BORA-hansgrohe         | + 3'28"   |
| 7                   | Esteban Chaves      | Mitchelton-Scott       | z.t.      |
| 8                   | Alejandro Valverde  | Movistar Team          | + 3'35"   |
| 9                   | Marc Soler          | Movistar Team          | + 3'40"   |
| 10                  | Wout Poels          | Bahrain McLaren        | + 3'47"   |
|                     |                     |                        |           |
| 23                  | Kobe Goossens       | Lotto Soudal           | + 18'56"  |

1e etappe ·
2e etappe ·
3e etappe ·
4e etappe ·
5e etappe ·
6e etappe ·
7e etappe ·
8e etappe ·
9e etappe ·
10e etappe ·
11e etappe ·
12e etappe ·
13e etappe ·
14e etappe ·
15e etappe ·
16e etappe ·
17e etappe ·
18e etappe
Startlijst · Eindstanden · Afbeeldingen